# Studia Ruthenica
Studia Ruthenica — науково-фаховий часопис (щорічник), що його видає «Товариство руснацької мови та літератури» (русн. Дружтво за руски язик и литературу) в Новім Саді, Сербія. Містить статті з проблем розвитку мови югославських руснаків, літератури, етнології, охоплюючи ширше коло тем із дослідження руснацької та, ширше, східнослов'янської культурно-історичної спадщини в Сербії та колишній Югославії. Перший номер щорічника під назвою «Studia Ruthenica» вийшов друком 1988 року, а доти з 1975 по 1987 часопис мав початкову назву «Творчосц».
Журнал «Studia Ruthenica» не слід плутати зі схожим журналом «Русинистични студиï», що його розпочато 2017 року й чий англійський заголовок Ruthenian Studies тотожній за значенням зі Studia Ruthenica.

## Про часопис

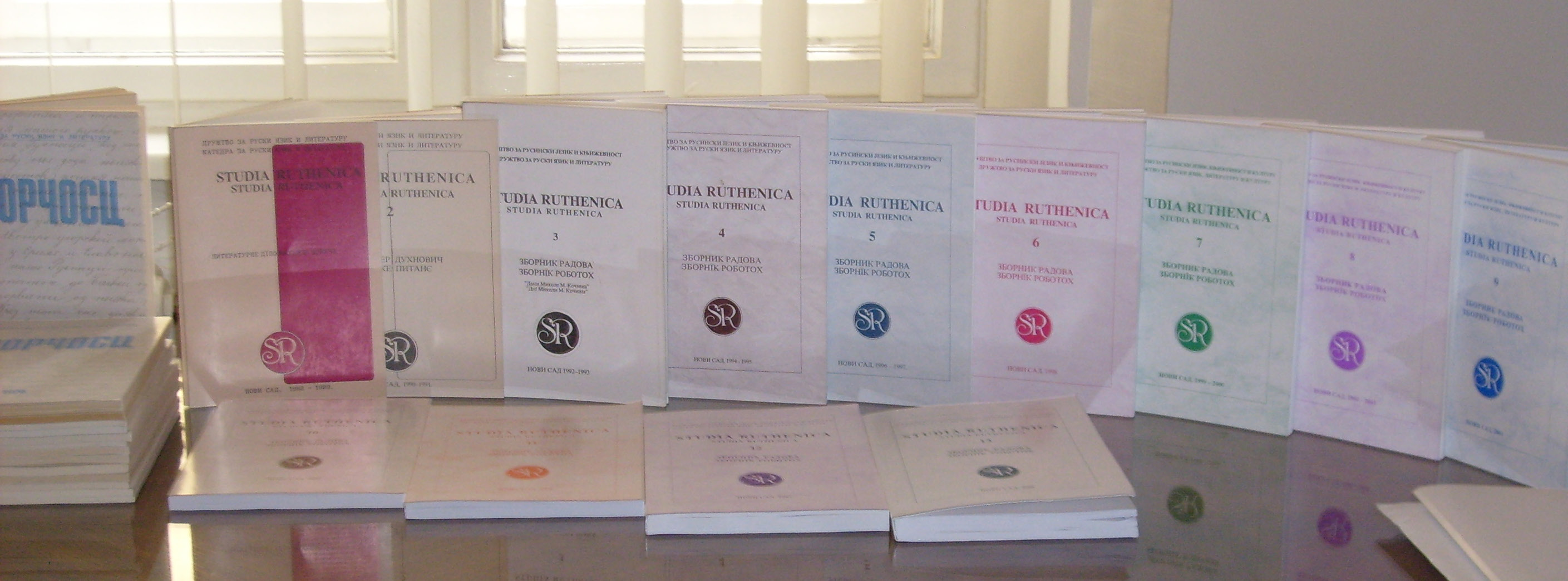
Часопис «Studia Ruthenica».

Часопис науково-фаховий і виходить щорічно руснацькою мовою. Тематика охоплює бачвансько-русинську літературу й культуру, а також етнологію, етнографію, етномузикологію тощо, мовну й духовну самобутність руснаків. Також прилюднюють інформацію зі статутної діяльности Товариства.
«Studia Ruthenica» — це категоризований 2016 року журнал Міністерства освіти, науки та технологічного розвитку Республіки Сербії.
Тематика робіт:
- оригінальні наукові роботи, раніше не прилюднені;
- лекції та/або окремі роботи, виголошені на фахових зустрічах, круглих столах, мовознавчих днях, не оприлюднені в інших журналах і збірниках;
- рецензії на книжкові й монографічні видання та відомості зі статутної та програмної діяльности Товариства.

## Історія
«Дружтво за руски язик и литературу» засновано 4 грудня 1970 року в Новім Саді. Його учасники мали на меті у співпраці вести діяльність у галузі бачвансько-русинської мови й літератури, що охоплювало потребу впорядкувати мову, обробити її до рівня «великих», разом плекати її, розвивати літературознавчу й мовознавчу критику, допомогати просвітникам, учителям, викладачам і перекладачам, сприяти видавничій діяльності бачвансько-русинською мовою. Результатом діяльности товариства стала поява часопису «Творчосц», який виходив друком з 1975 по 1987 рік. 
Починаючи з двох номерів 14-15 (1988-1989) щорічник поміняв назву, прийнявши латинське Studia Ruthenica й додавши 1993 року руснацький підзаголовок Зборнїк роботох «збірка робіт».
Назву змінено незабаром після наукової зустрічі, присвяченої творчості М. Ковача, яка відбулася 12 квітня 1989 року в Новім Саді. Із цієї нагоди новим головним редактором призначено професора Ю. Тамаша. У першому номері журналу «Studia Ruthenica» редакція пояснила зміну назви так:
|  | Цей часопис міняє назву на «Studia Ruthenica» для легшого й точнішого визнання на міжнародному рівні тематики, яка буде порушена тут, не відмовляючись від яскравого сліду «Творчосци». |

Редакція, утім, не відповіла на запитання, чому давню латинську назву русинів Ruthenica обрано замість міжнародно визнаної Rusyns і як саме це поняття, уживане позначати значно ширший східнослов’янський масив, сприятиме «легшому й точнішому» міжнародному визнанню цього часопису, присвяченого передусім руснакам і їхній історичній і культурній спадщині. 
Упродовж наступних років тодішній головний редактор Ю. Тамаш, за якого перейменовано журнал, відкрито виступав за те, щоб долучити руснацький народ у ширший український національний простір.

### Редакційна колегія та автори
Головні й відповідальні редактори «Творчосци» (номери 1-13) були:
- Дюра Варґа, н. 1-5;
- Дюра Латяк, н. 6-7;
- Гавриїл Колєсар, н. 8-10;
- Ірина Гарді-Ковачевич, н. 11-12;
- Янко Рац, н. 13;

Нинішній головний редактор:
- Юліан Рамач (з 2015).

Члени редколегії:
- Олександр Дуліченко;
- Гелена Медєши;
- Ксенія Сеґеди;
- Оксана Тимко-Дітко;
- Сенка Бенчик;
- Михайло Фейса.

У часописі публікуються знавці в галузі бачвансько-русинської мови, літератури та культури з країн Європи та світу (Хорватія, Угорщина, Словаччина, Польща, Естонія, Канада, США, Японія тощо).